# Порт Турку
Порт Ту́рку (фин. Turun satama швед. Åbo hamn) — морской порт на юго-западе Финляндии в городе Турку. Порт расположен у впадения реки Аурайоки в Архипелаговое море. Имеет выход в Балтийское море.

## История
Первой официальной организацией было предприятие по ведению дражных работ, основанное в 1739 году. Постепенно оно переросло в портовое управление и порт Турку начал развиваться как пассажирский и грузовой терминал.

## Структура
Порт состоит из 5 подразделений:
- Контейнерный терминал Турку — Turku Container Terminal (TCT). Оказывает услуги по перевалке и хранению контейнерных грузов.
- Автомобильный терминал Турку — Turku Auto Terminal (TAT)
- «Восточный сухопутный мост» Турку — Turku Eastern Landbridge (TEL). Транспортный коридор из Стокгольма через Турку в Россию по железной дороге.
- Дистрибьюторский центр Турку — Turku Distribution Centre (TDC). Складские услуги.
- Круизный порт Турку — Turku Cruise Port (TCP)

## Фотогалерея
- Порт Турку. Судно слева — пароход Ukkopekka.
- Вид на территорию порта
- M/S Sky Wind в порту Турку.
- Ролкер M/S Global Freighter в порту Турку.
- Пассажирский терминал Silja Line.
- Пассажирский терминал Viking Line.